# Charing Cross (metrostation)
Charing Cross is een station van de metro van Londen aan de Bakerloo Line en Northern Line. Het station ontstond door samenvoeging van de stations Trafalgar Square en Strand en werd geopend op 30 april 1979, een dag later kwam het operationeel in gebruik. De naam van het station wijst naar het Charing Cross, het zuidelijkste van de 12 kruizen langs de route waarlangs het stoffelijk overschot van Eleonora van Castilië naar Londen werd teruggebracht. De kunstenaar David Gentleman maakte een wandschildering langs de perrons van de Northern Line, met taferelen van de bouw van het Charing Cross.

## Bakerloo Line

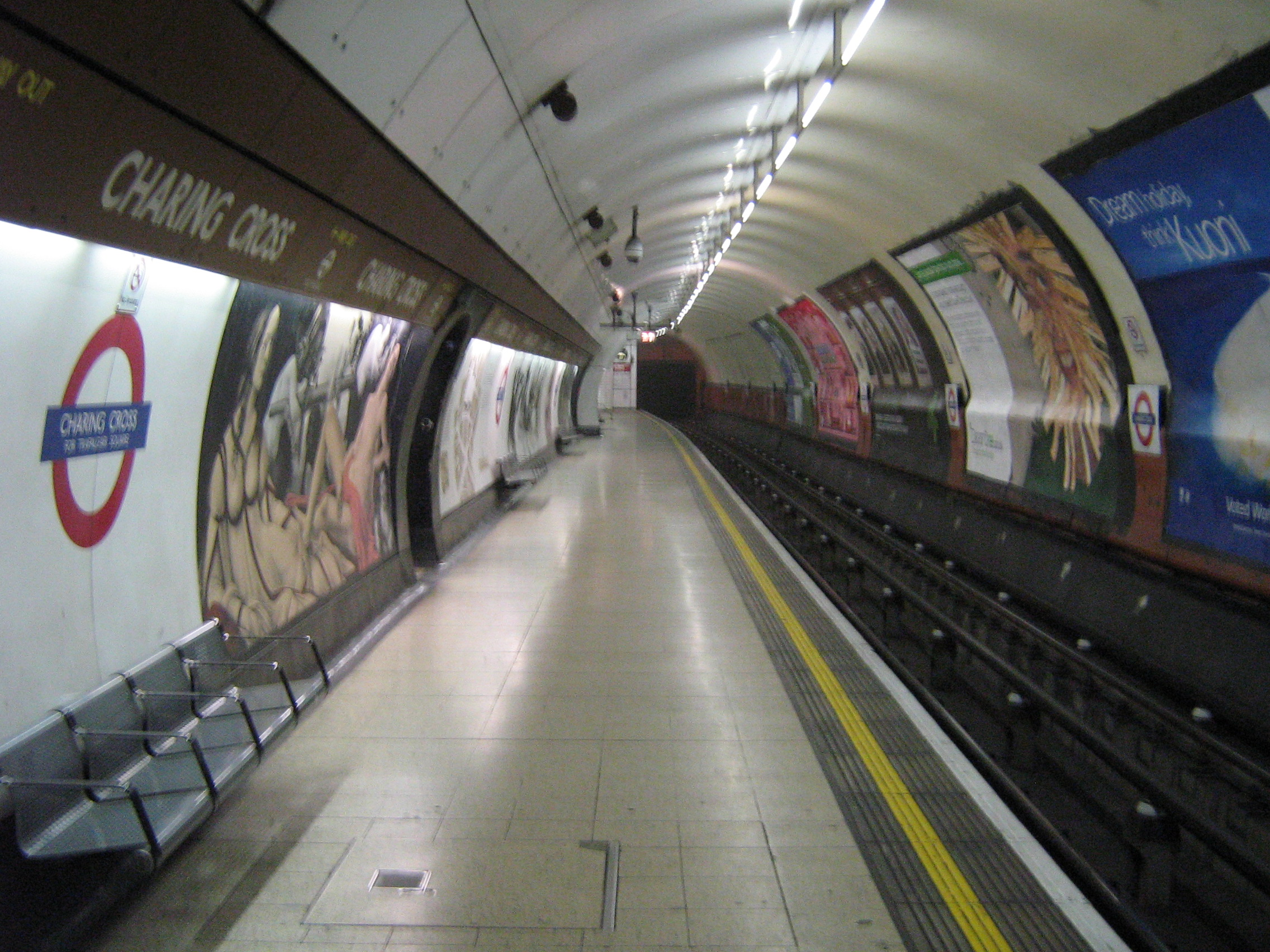
Een van de perrons van de Bakerloo Line

De Baker Street and Waterloo Railway, tegenwoordig de Bakerloo Line, opende op 10 maart 1906 haar station onder Trafalgar Square.  Dit is dan ook het oudste deel van het station al is het tijdens de ombouw tot Charing Cross in dezelfde stijl gebracht als de andere delen van het station. 
De perrons liggen onder Cockspur Street aan de zuidwest rand van het Trafalgar Square. De naam Trafalgar Square bleef in stand tot 1 juni 1979.

## Northern Line
Op 22 juni 1907 opende de Charing Cross, Euston and Hampstead Railway, tegenwoordig de Northern Line met als zuidelijke eindpunt Charing Cross. Om een overstap op de District Line mogelijk te maken werd ten zuiden van Charing Cross een keerlus met station, ter hoogte van het District Line station Charing Cross gebouwd. Om verwarring te voorkomen kreeg het zuidelijkste station de toevoeging Embankment en het noordelijke de toevoeging Strand. Op 9 mei 1915 werd de naam Charing Cross toebedeeld aan het oudste station en ging het noordelijkste verder onder de naam Strand tot de sluiting op 4 juni 1973. Na de ombouw werden de perrons als onderdeel van het nieuwe station Charing Cross op 1 mei 1979 weer in gebruik genomen. De perrons liggen onder de kruising Duncannon Street – Strand.

## Fleet Line
In 1971 werd gestart met de bouw van de Fleet Line waarvan de naam refereert aan de beoogde route onder Fleet Street. Het project voorzag in een nieuwe lijn naar het zuidoosten van Londen en een verbinding vanaf Trafalgar Square met de Stanmoretak van de Bakerloo Line. Het project werd in 3 fases opgedeeld en als eerste fase werd de bouw van een tunnel tussen Baker Street en Aldwych voorzien die bij Baker Street zou worden aangesloten op de in 1939 geopende tak naar Stanmore. Als zuidelijk eindpunt van fase 1 werd het huidige metrostation Charing Cross gebouwd. Fase 2 zou het traject onder Strand en Fleet Street worden, hiervoor zijn ten oosten van het station al twee tunnels gebouwd die tot vlak bij Aldwych, het westelijke station van fase 2, lopen. Vanaf juni 1973 werd de bouw van de perrons voor de Fleet Line ter hand genomen. Deze perrons liggen onder de Strand tussen die van de Bakerloo Line en de Northern Line in. De tweede en derde fase van de Fleet Line zijn niet gebouwd en toen op 30 april 1979 de lijn geopend werd was deze inmiddels omgedoopt tot Jubilee Line.

## Jubilee Line
Van 1979 tot 1999 was het station het eindpunt van de Jubilee Line, maar na de bouw van de Jubilee Line Extension werd Charing Cross door deze lijn verlaten en liep de nieuwe route via het station Waterloo. De voormalige Jubilee perrons kunnen echter in noodgevallen nog gebruikt worden en dienen af en toe als filmset.
Harrow & Wealdstone ·
Kenton ·
South Kenton ·
North Wembley ·
Wembley Central ·
Stonebridge park ·
Harlesden ·
Willesden Junction ·
Kensal Green ·
Queen's Park ·
Kilburn Park ·
Maida Vale ·
Warwick Avenue ·
Paddington ·
Edgware Road ·
Marylebone ·
Baker Street ·
Regent's Park ·
Oxford Circus ·
Piccadilly Circus ·
Charing Cross ·
Embankment ·
Waterloo ·
Lambeth North ·
Elephant & Castle